# Galeodes adamsi
Espèce
Synonymes
- Galeodora adamsi Turk, 1947

Galeodes adamsi est une espèce de solifuges de la famille des Galeodidae.

## Distribution
Cette espèce est endémique d'Irak.

## Publication originale
- Turk, 1947 : On two new species of the family Galeodidae (Solifuga) from Asia. Annals and Magazine of Natural History, sér. 11, vol. 14, p. 74–80.